# Gran Premio de Saint-Raphaël
El Gran Premio de Saint-Raphaël es una antigua carrera ciclista disputada en Saint-Raphaël, en Francia, en el departamento de Var. 
Se disputaron 24 ediciones entre 1953 y 1984.

## Palmarés
| Año  | Ganador          | Segundo                        | Tercero                    |
| ---- | ---------------- | ------------------------------ | -------------------------- |
| 1953 | Georges Decaux   | Raymond Guegan Kaj Allan Olsen |                            |
| 1954 | Francis Anastasi | Pierre Molineris               | Santiago Mostajo Gutiérrez |
| 1955 | Louis Bobet      | Pierre Molineris               | Robert Vanderstockt        |
| 1956 | Jacques Dupont   | Seamus Elliott                 | Jean Stablinski            |
| 1957 | Raymond Elena    | Jean Bobet                     | Louis Caput                |
| 1958 | Joseph Groussard | Fernand Picot                  | Seamus Elliott             |
| 1959 | Francis Anastasi | Julien Schepens                | Pierre Machiels            |
| 1961 | Willy Haelterman | Joseph Groussard               | Fernando Brandolini        |
| 1962 | Gilbert Salvador | André Cloarec                  | Jean Bourlès               |
| 1963 | Robert Lelangue  | Robert De Middeleir            | Michel Bocquillon          |
| 1964 | Robert Lelangue  | Frans Melckenbeeck             | Alain Vera                 |
| 1965 | Seamus Elliott   | Romeo Venturelli               | Paul Lemeteyer             |
| 1966 | Fernand Etter    | Carmine Preziosi               | Graziano Battistini        |
| 1967 | Jean Jourden     | Michele Dancelli               | Jacques Cadiou             |
| 1968 | Claude Guyot     | Jacques Cadiou                 | Edward Sels                |
| 1969 | Winfried Bölke   | Jacques Cadiou                 | Jiri Daler                 |
| 1970 | Jacques Cadiou   | Charly Grosskost               | Roger Pingeon              |
| 1971 | Michele Dancelli | Daniel Ducreux                 | Joel Bernard               |
| 1972 | Serge Lapébie    | Alain Van Lancker              | Daniel Rebillard           |
| 1978 | Alfons De Bal    | Walter Godefroot               | Sergio Parsani             |
| 1979 | Roger Rosiers    | Graham Jones                   | Didier Van Vlaslaer        |
| 1980 | Jos Lammertink   | Jean-Luc Vandenbroucke         | Johan Van Der Meer         |
| 1981 | Alain Bondue     | Bernard Osmont                 | Dominique Arnaud           |
| 1984 | Pascal Jules     | Alain Bondue                   | Jean-Louis Gauthier        |